# علة (فقه)
العلة الفقهية : هو الوصف الظاهر المنظبط وهو مناط الحكم 
فلابد ان يكون ظاهرا واضحا جليا منظبطا مستقرا فالشرع من لدن عليم حكيم 

فالإسكار علة تحريم الخمر وبه عُرف تحريمُه فهو إذن علة التحريم
وعلة تحريم الزنا هو إتيان الفرج المحرم في قبل أو دبر 

وعلة تحريم الميسر القمار والربا هو أكل أموال الناس بالباطل 

والسفر والمرض هما العلة في إباحة الإفطار في رمضان الخ، وهكذا. فإذا عرف المجتهد العلة التي استوجبت الحكم في شيء معين عمموا ذلك الحكم على كل ما فيه تلك العلة. وإذا انتفت العلة سقط الحكم 
وهذا هو معنى القاعدة الفقهية التي تقول إن الأحكام تدور مع عللها وجودا وعدما  ومباحث العله باب هام جدا لطالب أصول الفقه فليحرص علي فهمه وتطبيقه كثيرا ليزداد فهمه